# Burgstall Stockenfels

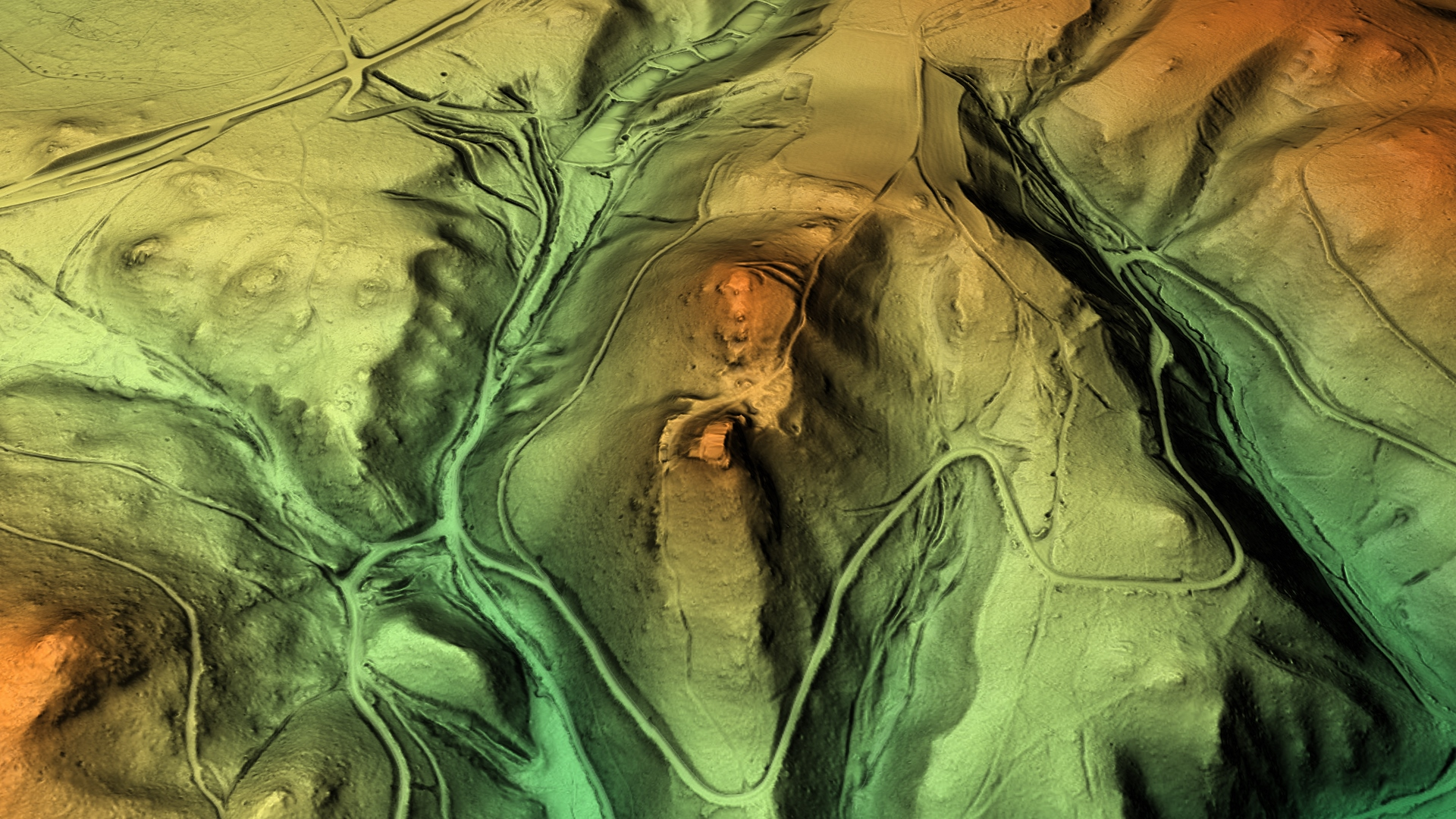
3D-Ansicht des digitalen Geländemodells

Der Burgstall Stockenfels ist eine abgegangene mittelalterliche Höhenburg im Gemeindeteil Fischbach der Oberpfälzer Stadt Nittenau im Landkreis Schwandorf von Bayern. Der Burgstall befindet sich 200 m nördlich der Burgruine Stockenfels und wird als Bodendenkmal unter der Aktennummer D-3-6739-0010 als „mittelalterlicher Burgstall“ geführt. 

## Beschreibung
Ein Nord-Süd streichender Höhenrücken wird durch einen tiefen Einschnitt, vermutlich einen früheren Halsgraben, in zwei Kuppen geteilt, auf der südlichen liegt die Burgruine Stockenfels, auf der nördlichen der Burgstall Stockenfels. Die Nordseite verbindet sich über mäßige Hänge mit dem Hinterland. Hier sichert in Ost-West-Richtung ein im leichten Bogen verlaufender Graben mit einem vorgelegten Wall den Zugang. Im Süden folgt ein zweiter Wall mit Innengraben; ein schmales gebogenes Grabenstück umgibt in der Nordost-Ecke ein niedriges Podium im Ausmaß von 10 × 8 m. Die Anlage wird als Vorläufer der Burg Stockenfels oder als ein Vorwerk der Burg gedeutet.